# Mistrzostwa Świata Kadetów w Piłce Siatkowej 2013
Mistrzostwa Świata Kadetów w Piłce Siatkowej 2013 odbyły się w Meksyku w dniach 27 czerwca - 7 lipca 2013. Zespoły rywalizowały w Tijuanie i Mexicali. Była to pierwsza edycja turnieju w której wzięło udział 20 zespołów. Tytuł wywalczyła reprezentacja Rosji.

## Kwalifikacje
| Nazwa imprezy                                                                      | Data przeprowadzenia               | Gospodarz        | Miejsc | Zakwalifikowani                              |
| ---------------------------------------------------------------------------------- | ---------------------------------- | ---------------- | ------ | -------------------------------------------- |
| Gospodarz                                                                          | 18 marca 2012                      |                  | 1      | Meksyk                                       |
| Mistrzostwa Ameryki Północnej, Środkowej i Karaibów Kadetów w Piłce Siatkowej 2012 | 1 - 8 lipca 2012                   | Tijuana          | 2      | Kuba Stany Zjednoczone                       |
| Mistrzostwa Europy Kadetów w Piłce Siatkowej 2013                                  | 12 - 21 kwietnia 2013              | Belgrad/ Laktaši | 6      | Rosja Polska Belgia Finlandia Turcja Francja |
| Mistrzostwa Azji Kadetów w Piłce Siatkowej 2012                                    | 23 października - 1 listopada 2012 | Teheran          | 4      | Iran Chiny Japonia Korea Południowa          |
| Mistrzostwa Ameryki Południowej Kadetów w Piłce Siatkowej 2012                     | 7 - 11 listopada 2012              | Santiago         | 3      | Brazylia Argentyna Chile                     |
| Mistrzostwa Afryki Kadetów w Piłce Siatkowej 2013                                  | 23 - 26 stycznia 2013              | Satif            | 4      | Egipt Tunezja Rwanda Algieria                |
| Razem                                                                              |                                    |                  | 20     |                                              |

## System rozgrywek
W turnieju bierze udział 20 drużyn podzielonych na 4 grupy po 5 zespołów w każdej. Drużyny w grupach rozgrywają ze sobą mecze systemem każdy z każdym. Po pierwszej fazie z walki o medale odpada 1 najsłabsza drużyna z każdej grupy. Zespoły te walczą o miejsca 17-20. Pozostałe drużyny awansują do 1/8 finału. Zwycięzcy 1/8 finału walczą systemem pucharowym o miejsca 1-8 a przegrani o miejsca 9-16.

## Pierwsza runda

### Grupa A
| Lp. | Drużyna | Pkt | Mecze | Mecze | Mecze | Sety | Sety | Sety  | Małe punkty | Małe punkty | Małe punkty |
| Lp. | Drużyna | Pkt | M     | W     | P     | wyg. | prz. | ratio | zdob.       | str.        | ratio       |
| --- | ------- | --- | ----- | ----- | ----- | ---- | ---- | ----- | ----------- | ----------- | ----------- |
| 1   | Polska  | 11  | 4     | 4 (1) | 0 (0) | 12   | 2    | 6.000 | 327         | 281         | 1.164       |
| 2   | Chiny   | 10  | 4     | 3 (0) | 1 (1) | 11   | 3    | 3.667 | 332         | 270         | 1.230       |
| 3   | Belgia  | 5   | 4     | 2 (1) | 2 (0) | 6    | 8    | 0.750 | 297         | 291         | 1.021       |
| 4   | Meksyk  | 4   | 4     | 1 (0) | 3 (1) | 5    | 10   | 0.500 | 309         | 342         | 0.904       |
| 5   | Tunezja | 0   | 4     | 0 (0) | 4 (0) | 1    | 12   | 0.083 | 250         | 328         | 0.762       |

Źródło: fivb.org
Punktacja: 3:0 i 3:1 – 3 pkt; 3:2 – 2 pkt; 2:3 – 1 pkt; 1:3 i 0:3 – 0 pkt
Zasady ustalania kolejności: 1. liczba punktów; 2. liczba zwycięstw; 3. stosunek setów; 4. stosunek małych punktów
     awans do 1/8 finału
     mecze o miejsca 17-20

#### Wyniki spotkań
| Data  | Godz. | Drużyna 1 | Wynik | Drużyna 2 | 1     | 2     | 3     | 4     | 5     | Widzów | *  |
| ----- | ----- | --------- | ----- | --------- | ----- | ----- | ----- | ----- | ----- | ------ | -- |
| 27.06 | 12:00 | Tunezja   | 0:3   | Polska    | 20:25 | 18:25 | 21:25 |       |       | 100    | 1  |
| 27.06 | 20:00 | Meksyk    | 0:3   | Chiny     | 19:25 | 15:25 | 18:25 |       |       | 1 200  | 2  |
| 28.06 | 12:00 | Belgia    | 3:0   | Tunezja   | 25:19 | 25:12 | 25:15 |       |       | 550    | 3  |
| 28.06 | 19:00 | Polska    | 3:0   | Meksyk    | 25:15 | 25:22 | 25:22 |       |       | 1 250  | 4  |
| 29.06 | 12:00 | Chiny     | 2:3   | Polska    | 19:25 | 22:25 | 25:21 | 25:13 | 16:18 | 500    | 5  |
| 29.06 | 19:00 | Meksyk    | 2:3   | Belgia    | 25:17 | 25:22 | 20:25 | 14:25 | 11:15 | 1 200  | 6  |
| 30.06 | 12:00 | Belgia    | 0:3   | Chiny     | 23:25 | 15:25 | 21:25 |       |       | 100    | 7  |
| 30.06 | 19:00 | Tunezja   | 1:3   | Meksyk    | 28:30 | 17:25 | 25:23 | 18:25 |       | 800    | 8  |
| 01.07 | 12:00 | Chiny     | 3:0   | Tunezja   | 25:14 | 25:22 | 25:21 |       |       | 300    | 9  |
| 01.07 | 14:00 | Polska    | 3:0   | Belgia    | 25:22 | 25:13 | 25:21 |       |       | 500    | 10 |

### Grupa B
| Lp. | Drużyna   | Pkt | Mecze | Mecze | Mecze | Sety | Sety | Sety  | Małe punkty | Małe punkty | Małe punkty |
| Lp. | Drużyna   | Pkt | M     | W     | P     | wyg. | prz. | ratio | zdob.       | str.        | ratio       |
| --- | --------- | --- | ----- | ----- | ----- | ---- | ---- | ----- | ----------- | ----------- | ----------- |
| 1   | Argentyna | 11  | 4     | 4 (1) | 0 (0) | 12   | 2    | 6.000 | 329         | 263         | 1.251       |
| 2   | Kuba      | 7   | 4     | 2 (0) | 2 (1) | 8    | 7    | 1.143 | 325         | 327         | 0.994       |
| 3   | Chile     | 5   | 4     | 2 (1) | 2 (0) | 7    | 8    | 0.875 | 324         | 329         | 0.985       |
| 4   | Turcja    | 5   | 4     | 1 (0) | 3 (2) | 7    | 9    | 0.778 | 344         | 369         | 0.932       |
| 5   | Japonia   | 2   | 4     | 1 (1) | 3 (0) | 3    | 11   | 0.273 | 301         | 335         | 0.899       |

Źródło: fivb.org
Punktacja: 3:0 i 3:1 – 3 pkt; 3:2 – 2 pkt; 2:3 – 1 pkt; 1:3 i 0:3 – 0 pkt
Zasady ustalania kolejności: 1. liczba punktów; 2. liczba zwycięstw; 3. stosunek setów; 4. stosunek małych punktów
     awans do 1/8 finału
     mecze o miejsca 17-20

#### Wyniki spotkań
| Data  | Godz. | Drużyna 1 | Wynik | Drużyna 2 | 1     | 2     | 3     | 4     | 5     | Widzów | *  |
| ----- | ----- | --------- | ----- | --------- | ----- | ----- | ----- | ----- | ----- | ------ | -- |
| 27.06 | 12:00 | Japonia   | 0:3   | Chile     | 21:25 | 21:25 | 22:25 |       |       | 150    | 1  |
| 27.06 | 19:00 | Kuba      | 0:3   | Turcja    | 23:25 | 27:29 | 21:25 |       |       | 1 800  | 2  |
| 28.06 | 12:00 | Turcja    | 2:3   | Japonia   | 26:24 | 26:24 | 17:25 | 24:26 | 17:19 | 100    | 3  |
| 28.06 | 14:00 | Argentyna | 3:2   | Kuba      | 25:17 | 21:25 | 18:25 | 25:10 | 15:10 | 300    | 4  |
| 29.06 | 12:00 | Chile     | 3:2   | Turcja    | 22:25 | 25:19 | 25:17 | 18:25 | 15:12 | 100    | 5  |
| 29.06 | 19:00 | Japonia   | 0:3   | Argentyna | 21:25 | 17:25 | 19:25 |       |       | 1 800  | 6  |
| 30.06 | 12:00 | Argentyna | 3:0   | Chile     | 25:18 | 25:23 | 25:21 |       |       | 100    | 7  |
| 30.06 | 19:00 | Kuba      | 3:0   | Japonia   | 25:19 | 25:23 | 25:20 |       |       | 1 500  | 8  |
| 01.07 | 12:00 | Chile     | 1:3   | Kuba      | 21:25 | 20:25 | 25:17 | 16:25 |       | 100    | 9  |
| 01.07 | 19:00 | Turcja    | 0:3   | Argentyna | 20:25 | 17:25 | 20:25 |       |       | 1 000  | 10 |

### Grupa C
| Lp. | Drużyna   | Pkt | Mecze | Mecze | Mecze | Sety | Sety | Sety  | Małe punkty | Małe punkty | Małe punkty |
| Lp. | Drużyna   | Pkt | M     | W     | P     | wyg. | prz. | ratio | zdob.       | str.        | ratio       |
| --- | --------- | --- | ----- | ----- | ----- | ---- | ---- | ----- | ----------- | ----------- | ----------- |
| 1   | Rosja     | 12  | 4     | 4 (0) | 0 (0) | 12   | 0    | MAX   | 300         | 202         | 1.485       |
| 2   | Iran      | 8   | 4     | 3 (1) | 1 (0) | 9    | 5    | 1.800 | 321         | 275         | 1.167       |
| 3   | Francja   | 5   | 4     | 2 (1) | 2 (0) | 6    | 8    | 0.750 | 283         | 280         | 1.011       |
| 4   | Finlandia | 4   | 4     | 1 (1) | 3 (2) | 7    | 11   | 0.636 | 332         | 401         | 0.828       |
| 5   | Rwanda    | 1   | 4     | 0 (0) | 4 (1) | 2    | 12   | 0.167 | 253         | 331         | 0.764       |

Źródło: fivb.org
Punktacja: 3:0 i 3:1 – 3 pkt; 3:2 – 2 pkt; 2:3 – 1 pkt; 1:3 i 0:3 – 0 pkt
Zasady ustalania kolejności: 1. liczba punktów; 2. liczba zwycięstw; 3. stosunek setów; 4. stosunek małych punktów
     awans do 1/8 finału
     mecze o miejsca 17-20

#### Wyniki spotkań
| Data  | Godz. | Drużyna 1 | Wynik | Drużyna 2 | 1     | 2     | 3     | 4     | 5     | Widzów | *  |
| ----- | ----- | --------- | ----- | --------- | ----- | ----- | ----- | ----- | ----- | ------ | -- |
| 27.06 | 14:00 | Iran      | 3:2   | Finlandia | 25:15 | 25:18 | 21:25 | 25:27 | 15:8  | 100    | 1  |
| 27.06 | 17:00 | Francja   | 3:0   | Rwanda    | 25:16 | 25:12 | 25:18 |       |       | 500    | 2  |
| 28.06 | 14:00 | Finlandia | 2:3   | Francja   | 25:21 | 25:23 | 11:25 | 14:25 | 9:15  | 100    | 3  |
| 28.06 | 17:00 | Rosja     | 3:0   | Iran      | 25:19 | 25:22 | 25:19 |       |       | 250    | 4  |
| 29.06 | 14:00 | Francja   | 0:3   | Rosja     | 16:25 | 17:25 | 13:25 |       |       | 250    | 5  |
| 29.06 | 17:00 | Rwanda    | 2:3   | Finlandia | 25:21 | 18:25 | 21:25 | 25:16 | 17:19 | 250    | 6  |
| 30.06 | 14:00 | Rosja     | 3:0   | Rwanda    | 25:13 | 25:18 | 25:16 |       |       | 100    | 7  |
| 30.06 | 17:00 | Iran      | 3:0   | Francja   | 25:20 | 25:18 | 25:15 |       |       | 500    | 8  |
| 01.07 | 17:00 | Rwanda    | 0:3   | Iran      | 19:25 | 19:25 | 16:25 |       |       | 150    | 9  |
| 01.07 | 19:00 | Finlandia | 0:3   | Rosja     | 14:25 | 15:25 | 20:25 |       |       | 300    | 10 |

### Grupa D
| Lp. | Drużyna           | Pkt | Mecze | Mecze | Mecze | Sety | Sety | Sety  | Małe punkty | Małe punkty | Małe punkty |
| Lp. | Drużyna           | Pkt | M     | W     | P     | wyg. | prz. | ratio | zdob.       | str.        | ratio       |
| --- | ----------------- | --- | ----- | ----- | ----- | ---- | ---- | ----- | ----------- | ----------- | ----------- |
| 1   | Brazylia          | 12  | 4     | 4 (0) | 0 (0) | 12   | 0    | MAX   | 300         | 220         | 1.364       |
| 2   | Korea Południowa  | 7   | 4     | 2 (0) | 2 (1) | 8    | 6    | 1.333 | 317         | 285         | 1.112       |
| 3   | Egipt             | 6   | 4     | 2 (0) | 2 (0) | 6    | 7    | 0.857 | 277         | 277         | 1.000       |
| 4   | Stany Zjednoczone | 5   | 4     | 2 (1) | 2 (0) | 7    | 9    | 0.778 | 341         | 363         | 0.939       |
| 5   | Algieria          | 0   | 4     | 0 (0) | 4 (0) | 1    | 12   | 0.083 | 239         | 329         | 0.726       |

Źródło: fivb.org
Punktacja: 3:0 i 3:1 – 3 pkt; 3:2 – 2 pkt; 2:3 – 1 pkt; 1:3 i 0:3 – 0 pkt
Zasady ustalania kolejności: 1. liczba punktów; 2. liczba zwycięstw; 3. stosunek setów; 4. stosunek małych punktów
     awans do 1/8 finału
     mecze o miejsca 17-20

#### Wyniki spotkań
| Data  | Godz. | Drużyna 1         | Wynik | Drużyna 2         | 1     | 2     | 3     | 4     | 5     | Widzów | *  |
| ----- | ----- | ----------------- | ----- | ----------------- | ----- | ----- | ----- | ----- | ----- | ------ | -- |
| 27.06 | 17:00 | Stany Zjednoczone | 3:1   | Algieria          | 23:25 | 25:16 | 28:26 | 25:17 |       | 300    | 1  |
| 27.06 | 17:00 | Egipt             | 0:3   | Korea Południowa  | 21:25 | 14:25 | 20:25 |       |       | 500    | 2  |
| 28.06 | 17:00 | Algieria          | 0:3   | Egipt             | 26:28 | 15:25 | 10:25 |       |       | 800    | 3  |
| 28.06 | 19:00 | Brazylia          | 3:0   | Stany Zjednoczone | 25:18 | 25:21 | 25:21 |       |       | 2 500  | 4  |
| 29.06 | 14:00 | Egipt             | 0:3   | Brazylia          | 16:25 | 16:25 | 14:25 |       |       | 500    | 5  |
| 29.06 | 17:00 | Korea Południowa  | 3:0   | Algieria          | 25:22 | 25:14 | 25:15 |       |       | 300    | 6  |
| 30.06 | 14:00 | Brazylia          | 3:0   | Korea Południowa  | 25:22 | 25:16 | 25:23 |       |       | 1 000  | 7  |
| 30.06 | 17:00 | Stany Zjednoczone | 1:3   | Egipt             | 18:25 | 25:23 | 16:25 | 17:25 |       | 500    | 8  |
| 01.07 | 14:00 | Korea Południowa  | 2:3   | Stany Zjednoczone | 25:22 | 20:25 | 21:25 | 25:15 | 15:17 | 500    | 9  |
| 01.07 | 17:00 | Algieria          | 0:3   | Brazylia          | 15:25 | 23:25 | 15:25 |       |       | 500    | 10 |

## Runda pucharowa

### Mecze o miejsca 17-20
| Lp. | Drużyna  | Pkt | Mecze | Mecze | Mecze | Sety | Sety | Sety  | Małe punkty | Małe punkty | Małe punkty |
| Lp. | Drużyna  | Pkt | M     | W     | P     | wyg. | prz. | ratio | zdob.       | str.        | ratio       |
| --- | -------- | --- | ----- | ----- | ----- | ---- | ---- | ----- | ----------- | ----------- | ----------- |
| 1   | Japonia  | 9   | 3     | 3 (0) | 0 (0) | 9    | 0    | MAX   | 225         | 163         | 1.380       |
| 2   | Tunezja  | 6   | 3     | 2 (0) | 1 (0) | 6    | 5    | 1.200 | 253         | 230         | 1.100       |
| 3   | Algieria | 3   | 3     | 1 (0) | 2 (0) | 4    | 6    | 0.667 | 212         | 228         | 0.930       |
| 4   | Rwanda   | 0   | 3     | 0 (0) | 3 (0) | 1    | 9    | 0.111 | 181         | 250         | 0.724       |

Źródło: fivb.org
Punktacja: 3:0 i 3:1 – 3 pkt; 3:2 – 2 pkt; 2:3 – 1 pkt; 1:3 i 0:3 – 0 pkt
Zasady ustalania kolejności: 1. liczba punktów; 2. liczba zwycięstw; 3. stosunek setów; 4. stosunek małych punktów
| Data  | Godz. | Drużyna 1 | Wynik | Drużyna 2 | 1     | 2     | 3     | 4     | 5 | Widzów | * |
| ----- | ----- | --------- | ----- | --------- | ----- | ----- | ----- | ----- | - | ------ | - |
| 04.07 | 17:00 | Tunezja   | 0:3   | Japonia   | 22:25 | 21:25 | 16:25 |       |   | 400    | 1 |
| 04.07 | 19:00 | Rwanda    | 0:3   | Algieria  | 19:25 | 22:25 | 18:25 |       |   | 500    | 2 |
| 05.07 | 10:00 | Japonia   | 3:0   | Rwanda    | 25:10 | 25:20 | 25:14 |       |   | 50     | 3 |
| 05.07 | 20:00 | Tunezja   | 3:1   | Algieria  | 25:15 | 25:18 | 19:25 | 25:19 |   | 50     | 4 |
| 06.07 | 10:00 | Japonia   | 3:0   | Algieria  | 25:19 | 25:23 | 25:18 |       |   | 50     | 5 |
| 06.07 | 20:00 | Tunezja   | 3:1   | Rwanda    | 25:15 | 27:25 | 23:25 | 25:13 |   | 500    | 6 |

### 1/8 Finału
| Data  | Godz. | Drużyna 1        | Wynik | Drużyna 2         | 1     | 2     | 3     | 4     | 5     | Widzów | * |
| ----- | ----- | ---------------- | ----- | ----------------- | ----- | ----- | ----- | ----- | ----- | ------ | - |
| 03.07 | 12:00 | Argentyna        | 3:0   | Meksyk            | 25:16 | 25:14 | 25:20 |       |       | 500    | 1 |
| 03.07 | 12:00 | Iran             | 3:1   | Egipt             | 25:14 | 25:21 | 20:25 | 25:23 |       | 100    | 2 |
| 03.07 | 14:00 | Kuba             | 3:0   | Belgia            | 26:24 | 25:21 | 25:20 |       |       | 650    | 3 |
| 03.07 | 14:00 | Rosja            | 3:0   | Stany Zjednoczone | 25:18 | 25:16 | 25:19 |       |       | 300    | 4 |
| 03.07 | 17:00 | Brazylia         | 3:2   | Finlandia         | 25:20 | 25:12 | 29:31 | 27:29 | 15:11 | 1 000  | 5 |
| 03.07 | 17:00 | Chiny            | 3:0   | Chile             | 25:17 | 25:20 | 25:17 |       |       | 400    | 6 |
| 03.07 | 19:00 | Korea Południowa | 0:3   | Francja           | 23:25 | 19:25 | 17:25 |       |       | 1 200  | 7 |
| 03.07 | 19:00 | Polska           | 3:1   | Turcja            | 26:24 | 25:19 | 25:27 | 26:24 |       | 400    | 8 |

### Mecze o miejsca 9-16
| Data  | Godz. | Drużyna 1        | Wynik | Drużyna 2         | 1     | 2     | 3     | 4     | 5 | Widzów | * |
| ----- | ----- | ---------------- | ----- | ----------------- | ----- | ----- | ----- | ----- | - | ------ | - |
| 05.07 | 13:00 | Meksyk           | 1:3   | Egipt             | 25:20 | 18:25 | 18:25 | 27:29 |   | 500    | 1 |
| 05.07 | 15:00 | Belgia           | 3:1   | Stany Zjednoczone | 23:25 | 25:17 | 25:17 | 25:16 |   | 300    | 2 |
| 05.07 | 18:00 | Finlandia        | 3:1   | Chile             | 25:23 | 12:25 | 25:19 | 25:23 |   | 600    | 3 |
| 05.07 | 20:00 | Korea Południowa | 3:0   | Turcja            | 25:23 | 25:17 | 25:22 |       |   | 800    | 4 |

### Mecze o miejsca 13-16
| Data  | Godz. | Drużyna 1 | Wynik | Drużyna 2         | 1     | 2     | 3     | 4     | 5     | Widzów | * |
| ----- | ----- | --------- | ----- | ----------------- | ----- | ----- | ----- | ----- | ----- | ------ | - |
| 06.07 | 13:00 | Meksyk    | 3:2   | Stany Zjednoczone | 25:20 | 26:28 | 20:25 | 25:21 | 15:13 | 600    | 1 |
| 06.07 | 16:00 | Chile     | 3:1   | Turcja            | 32:30 | 25:22 | 14:25 | 25:14 |       | 100    | 2 |

### Mecze o miejsca 9-12
| Data  | Godz. | Drużyna 1 | Wynik | Drużyna 2        | 1     | 2     | 3     | 4     | 5 | Widzów | * |
| ----- | ----- | --------- | ----- | ---------------- | ----- | ----- | ----- | ----- | - | ------ | - |
| 06.07 | 18:00 | Egipt     | 0:3   | Belgia           | 22:25 | 23:25 | 17:25 |       |   | 200    | 1 |
| 06.07 | 20:00 | Finlandia | 1:3   | Korea Południowa | 25:18 | 20:25 | 20:25 | 24:26 |   | 500    | 2 |

### Mecz o 15 miejsce
| Data  | Godz. | Drużyna 1         | Wynik | Drużyna 2 | 1     | 2     | 3     | 4     | 5 | Widzów | * |
| ----- | ----- | ----------------- | ----- | --------- | ----- | ----- | ----- | ----- | - | ------ | - |
| 07.07 | 8:00  | Stany Zjednoczone | 1:3   | Turcja    | 20:25 | 17:25 | 25:15 | 19:25 |   | 50     | 1 |

### Mecz o 13 miejsce
| Data  | Godz. | Drużyna 1 | Wynik | Drużyna 2 | 1     | 2     | 3     | 4     | 5     | Widzów | * |
| ----- | ----- | --------- | ----- | --------- | ----- | ----- | ----- | ----- | ----- | ------ | - |
| 07.07 | 10:00 | Meksyk    | 2:3   | Chile     | 25:27 | 25:23 | 25:20 | 25:27 | 13:25 | 200    | 1 |

### Mecz o 11 miejsce
| Data  | Godz. | Drużyna 1 | Wynik | Drużyna 2 | 1     | 2     | 3     | 4     | 5 | Widzów | * |
| ----- | ----- | --------- | ----- | --------- | ----- | ----- | ----- | ----- | - | ------ | - |
| 07.07 | 13:00 | Egipt     | 1:3   | Finlandia | 19:25 | 25:23 | 21:25 | 13:25 |   | 200    | 1 |

### Mecz o 9 miejsce
| Data  | Godz. | Drużyna 1 | Wynik | Drużyna 2        | 1     | 2     | 3     | 4 | 5 | Widzów | * |
| ----- | ----- | --------- | ----- | ---------------- | ----- | ----- | ----- | - | - | ------ | - |
| 07.07 | 15:00 | Belgia    | 3:0   | Korea Południowa | 25:21 | 25:16 | 25:18 |   |   | 20     | 1 |

### Ćwierćfinały
| Data  | Godz. | Drużyna 1 | Wynik | Drużyna 2 | 1     | 2     | 3     | 4     | 5 | Widzów | * |
| ----- | ----- | --------- | ----- | --------- | ----- | ----- | ----- | ----- | - | ------ | - |
| 05.07 | 12:00 | Argentyna | 1:3   | Iran      | 25:23 | 20:25 | 27:29 | 23:25 |   | 500    | 1 |
| 05.07 | 14:00 | Kuba      | 1:3   | Rosja     | 25:23 | 21:25 | 16:25 | 22:25 |   | 600    | 2 |
| 05.07 | 17:00 | Brazylia  | 0:3   | Chiny     | 32:34 | 16:25 | 22:25 |       |   | 600    | 3 |
| 05.07 | 19:00 | Francja   | 0:3   | Polska    | 19:25 | 19:25 | 22:25 |       |   | 500    | 4 |

### Mecze o miejsca 5-8
| Data  | Godz. | Drużyna 1 | Wynik | Drużyna 2 | 1     | 2     | 3     | 4     | 5     | Widzów | * |
| ----- | ----- | --------- | ----- | --------- | ----- | ----- | ----- | ----- | ----- | ------ | - |
| 06.07 |       | Argentyna | 3:2   | Kuba      | 27:25 | 25:19 | 14:25 | 22:25 | 15:11 | 150    | 1 |
| 06.07 | 14:30 | Brazylia  | 3:1   | Francja   | 17:25 | 25:12 | 25:22 | 25:21 |       | 350    | 2 |

### Mecz o 7 miejsce
| Data  | Godz. | Drużyna 1 | Wynik | Drużyna 2 | 1     | 2     | 3     | 4     | 5    | Widzów | * |
| ----- | ----- | --------- | ----- | --------- | ----- | ----- | ----- | ----- | ---- | ------ | - |
| 07.07 | 12:00 | Kuba      | 3:2   | Francja   | 25:17 | 25:21 | 21:25 | 25:27 | 15:8 | 150    | 1 |

### Mecz o 5 miejsce
| Data  | Godz. | Drużyna 1 | Wynik | Drużyna 2 | 1     | 2     | 3     | 4     | 5 | Widzów | * |
| ----- | ----- | --------- | ----- | --------- | ----- | ----- | ----- | ----- | - | ------ | - |
| 07.07 | 14:00 | Argentyna | 1:3   | Brazylia  | 25:15 | 21:25 | 19:25 | 23:25 |   | 500    | 1 |

### Półfinały
| Data  | Godz. | Drużyna 1 | Wynik | Drużyna 2 | 1     | 2     | 3     | 4     | 5 | Widzów | * |
| ----- | ----- | --------- | ----- | --------- | ----- | ----- | ----- | ----- | - | ------ | - |
| 06.07 | 17:00 | Iran      | 0:3   | Rosja     | 23:25 | 16:25 | 14:25 |       |   | 500    | 1 |
| 06.07 | 19:00 | Chiny     | 3:1   | Polska    | 32:30 | 25:18 | 21:25 | 25:22 |   | 1 500  | 2 |

### Mecz o 3 miejsce
| Data  | Godz. | Drużyna 1 | Wynik | Drużyna 2 | 1     | 2     | 3     | 4     | 5 | Widzów | * |
| ----- | ----- | --------- | ----- | --------- | ----- | ----- | ----- | ----- | - | ------ | - |
| 07.07 | 17:00 | Iran      | 1:3   | Polska    | 25:19 | 21:25 | 19:25 | 17:25 |   | 900    | 1 |

### Finał
| Data  | Godz. | Drużyna 1 | Wynik | Drużyna 2 | 1     | 2     | 3     | 4     | 5 | Widzów | * |
| ----- | ----- | --------- | ----- | --------- | ----- | ----- | ----- | ----- | - | ------ | - |
| 07.07 | 19:00 | Rosja     | 3:1   | Chiny     | 25:23 | 22:25 | 25:17 | 25:14 |   | 3 500  | 1 |

## Klasyfikacja końcowa
| Miejsce | Reprezentacja     |
| ------- | ----------------- |
| złoto   | Rosja             |
| srebro  | Chiny             |
| brąz    | Polska            |
| 4.      | Iran              |
| 5.      | Brazylia          |
| 6.      | Argentyna         |
| 7.      | Kuba              |
| 8.      | Francja           |
| 9.      | Belgia            |
| 10.     | Korea Południowa  |
| 11.     | Finlandia         |
| 12.     | Egipt             |
| 13.     | Chile             |
| 14.     | Meksyk            |
| 15.     | Turcja            |
| 16.     | Stany Zjednoczone |
| 17.     | Japonia           |
| 18.     | Tunezja           |
| 19.     | Algieria          |
| 20.     | Rwanda            |

| MVP           | Najlepszy atakujący | Najlepsi blokujący          | Najlepszy rozgrywający | Najlepsi przyjmujący          | Najlepszy libero |
| ------------- | ------------------- | --------------------------- | ---------------------- | ----------------------------- | ---------------- |
| Pawieł Pankow | Wiktor Poletajew    | Maksim Trojnin Zhejia Zhang | Matías Sánchez         | Dmitrij Wołkow Tang Chuanhang | Rogerio Filho    |